# Лофофоре
Лофофоре или тентакулата (Tentaculata, Lophophorata) је група од три сродна филума целомата чије је основна заједничка особина присуство венца тентакула (пипака) око усног отвора. 

## Опште особине
Углавном воде сесилан или слабо покретан начин живота. Имају особине и протостомија и деутеростомија.
Тентакуле се налазе на лофофору, набору телесног зида кружног или облика потковице који се налази око усног отвора. Облик потковице има и цревни систем тако да се и усни и анални отвор налазе на предњем делу тела (изузетак је неколико врста).
Органи за излучивање су метанефридије или не постоје код морских маховина, које немају ни крвни систем.

## Телесни региони
Тело им је подељено на три дела:
- прозому
- мезозому
- метазому.

Код неких, услед редукције главе, одсуствује протоцел.
У сваком од ових телесних региона налази се целомски простор:
- протоцел
- мезоцел
- метацел.

## Подела
Припадају им три типа (филума):
- потковичасти црви (Phoronida);
- морске маховине (Bryozoa);
- шкољке светиљке (Brachiopoda).

Треба је разликовати од класе тентакулата која припада типу реброноша.